# Élections générales britanniques de 1997 dans les Cornouailles
Des élections générales britanniques ont lieu le 1er mai 1997 pour élire la 52e législature du Parlement du Royaume-Uni. Les Cornouailles élisent 5 des 659 députés.

## Résultats

### Global
| Partis | Partis                    | Voix    | Voix  | Total des sièges | Total des sièges | Total des sièges |
| Partis | Partis                    | Votes   | %     | Sièges           | +/−              |                  |
| ------ | ------------------------- | ------- | ----- | ---------------- | ---------------- | ---------------- |
|        | Libéraux-démocrates       | 123 124 | 43,94 | 4 / 5            | 2                |                  |
|        | Parti conservateur        | 85 077  | 30,36 | 0 / 5            | 3                |                  |
|        | Parti travailliste        | 47 913  | 17,10 | 1 / 5            | 1                |                  |
|        | Parti du référendum       | 14 566  | 5,20  | 0 / 5            | stagnation       |                  |
|        | UKIP                      | 2 926   | 1,04  | 0 / 5            | stagnation       |                  |
|        | Mebyon Kernow             | 1 906   | 0,68  | 0 / 5            | stagnation       |                  |
|        | Parti libéral             | 1 406   | 0,50  | 0 / 5            | stagnation       |                  |
|        | Parti vert                | 482     | 0,17  | 0 / 5            | stagnation       |                  |
|        | Parti de la loi naturelle | 466     | 0,17  | 0 / 5            | stagnation       |                  |
|        | Autres                    | 2 341   | 0,84  | 0 / 5            | stagnation       |                  |
| Total  | Total                     | 280 207 | 100   | 5 / 5            | stagnation       |                  |

### Par circonscription

#### Falmouth & Camborne
| Candidats                      | Candidats                      | Partis                              | Voix   | %    |
| ------------------------------ | ------------------------------ | ----------------------------------- | ------ | ---- |
|                                | Candy Atherton                 | Parti travailliste                  | 18 151 | 33,8 |
|                                | Sebastian Coe                  | Parti conservateur                  | 15 463 | 28,8 |
|                                | Terrye Jones                   | Libéraux-démocrates                 | 13 512 | 25,2 |
|                                | Peter de Savary                | Parti du référendum                 | 3 534  | 6,6  |
|                                | James Geach                    | Indépendant                         | 1 691  | 3,2  |
|                                | Paul Holmes                    | Parti libéral                       | 527    | 1,0  |
|                                | Robert Smith                   | UKIP                                | 355    | 0,7  |
|                                | Ruth Lewarne                   | Mebyon Kernow                       | 238    | 0,4  |
|                                | Gary Glitter                   | Official Monster Raving Loony Party | 161    | 0,3  |
| Total (Participation : 75,1 %) | Total (Participation : 75,1 %) | Total (Participation : 75,1 %)      | 53 632 | 100  |

#### Cornwall North
| Candidats                      | Candidats                      | Partis                         | Voix   | %    |
| ------------------------------ | ------------------------------ | ------------------------------ | ------ | ---- |
|                                | Paul Tyler                     | Libéraux-démocrates            | 31 100 | 53,2 |
|                                | Nigel Linacre                  | Parti conservateur             | 17 253 | 29,5 |
|                                | Annie Lindo                    | Parti travailliste             | 5 523  | 9,4  |
|                                | Felicity Odam                  | Parti du référendum            | 3 636  | 6,2  |
|                                | John Bolitho                   | Mebyon Kernow                  | 645    | 1,1  |
|                                | Rif Winfield                   | Parti libéral                  | 186    | 0,3  |
|                                | Nicholas Cresswell             | Parti de la loi naturelle      | 152    | 0,3  |
| Total (Participation : 73,0 %) | Total (Participation : 73,0 %) | Total (Participation : 73,0 %) | 58 495 | 100  |

#### Cornwall South East
| Candidats                      | Candidats                      | Partis                         | Voix   | %    |
| ------------------------------ | ------------------------------ | ------------------------------ | ------ | ---- |
|                                | Colin Breed                    | Libéraux-démocrates            | 27 044 | 47,1 |
|                                | Warwick Lightfoot              | Parti conservateur             | 20 564 | 35,8 |
|                                | Dorothy Kirk                   | Parti travailliste             | 7 358  | 12,8 |
|                                | J A Wonnacott                  | UKIP                           | 1 428  | 2,5  |
|                                | Paul Dunbar                    | Mebyon Kernow                  | 573    | 1,0  |
|                                | Bill Weights                   | Parti libéral                  | 268    | 0,5  |
|                                | Margo Hartley                  | Parti de la loi naturelle      | 197    | 0,3  |
| Total (Participation : 75,7 %) | Total (Participation : 75,7 %) | Total (Participation : 75,7 %) | 57 432 | 100  |

#### St Ives
| Candidats                      | Candidats                      | Partis                         | Voix   | %    |
| ------------------------------ | ------------------------------ | ------------------------------ | ------ | ---- |
|                                | Andrew George                  | Libéraux-démocrates            | 23 966 | 44,5 |
|                                | William Rogers                 | Parti conservateur             | 16 796 | 31,2 |
|                                | Christopher Fegan              | Parti travailliste             | 8 184  | 15,2 |
|                                | Michael Faulkner               | Parti du référendum            | 3 714  | 6,9  |
|                                | Patricia Garnier               | UKIP                           | 567    | 1,1  |
|                                | Graham Stephens                | Parti libéral                  | 425    | 0,8  |
|                                | Kevin Lippiatt                 | Indépendant                    | 178    | 0,3  |
|                                | William Hitchins               | Indépendant                    | 71     | 0,1  |
| Total (Participation : 75,2 %) | Total (Participation : 75,2 %) | Total (Participation : 75,2 %) | 53 901 | 100  |

#### Truro & St Austell
| Candidats                      | Candidats                      | Partis                         | Voix   | %    |
| ------------------------------ | ------------------------------ | ------------------------------ | ------ | ---- |
|                                | Matthew Taylor                 | Libéraux-démocrates            | 27 502 | 48,5 |
|                                | Neil Badcock                   | Parti conservateur             | 15 001 | 26,4 |
|                                | Michael Dooley                 | Parti travailliste             | 8 697  | 15,3 |
|                                | Carl Hearn                     | Parti du référendum            | 3 682  | 6,5  |
|                                | Alan Haithwaite                | UKIP                           | 576    | 1,0  |
|                                | Dorienne Robinson              | Parti vert                     | 482    | 0,8  |
|                                | Davyth Hicks                   | Mebyon Kernow                  | 450    | 0,8  |
|                                | Lorna Yelland                  | Indépendant                    | 240    | 0,4  |
|                                | Peter Boland                   | Parti de la loi naturelle      | 117    | 0,2  |
| Total (Participation : 74,0 %) | Total (Participation : 74,0 %) | Total (Participation : 74,0 %) | 56 747 | 100  |

### Députés élus
| Circonscription     | Député élu | Député élu     |
| ------------------- | ---------- | -------------- |
| Falmouth & Camborne |            | Candy Atherton |
| Cornwall North      |            | Paul Tyler     |
| Cornwall South East |            | Colin Breed    |
| St Ives             |            | Andrew George  |
| Truro & St Austell  |            | Matthew Taylor |